# 265 Анна
265 Анна (265 Anna) — астероїд головного поясу, відкритий 25 лютого 1887 року Йоганном Палізою у Відні.